# Tập hiền viện
Tập hiền viện (集賢院, Academy of Scholarly Worthies) là học viện cao cấp chuyên nghiên cứu, giảng dạy kinh truyện, sử cho nhà vua, các Hoàng tử, Hoàng thân và quan lại cấp cao trong triều đình.
Tập hiền viện được lập vào thời Đường Trung Quốc và được lập tại Việt Nam từ thời Trần.
Thời Nguyễn, Tập hiền viện do 2 quan Kinh diên giảng quan, hàm Nhật hoặc Nhị phẩm điều hành, cùng 6 giảng quan, hàm Nhị hoặc Tam phẩm phụ giúp trong việc giảng dạy.
Thuộc viên trong Tập hiền viện còn có:
- Thị độc học sĩ, hàm Chánh tứ phẩm
- Thị giảng học sĩ, hàm Tòng tứ phẩm
- Thị độc, hàm Chánh ngũ phẩm
- Thừa chỉ, hàm Tòng ngũ phẩm
- Trước tác, hàm Chánh lục phẩm
- Tu soạn, hàm Tòng lục phẩm